# Українські приказки, прислів'я і таке інше
«Українські приказки, прислів'я і таке інше» — збірка українських приказок, прислів'їв, загадок, упорядкована Матвієм Номисом у 1861 році, вперше видана в 1864 році.

## Опис
Збірка містить 14,5 тисяч приказок, прислів'їв і загадок. Ця збірка усної народної творчості мала важливе значення для становлення національної свідомості і самобутності українського народу, який на той час не мав державності і знаходився під владою імперій. І до сьогодні вона залишається визнаною скарбницею української народної творчості цього жанру.
Метою написання цієї збірки було «зберегти для нащадків розповіді бувалих, старосвітських людей, цікаві факти з минулого різних українських станів і тим самим сприяти розвитку національної самосвідомості». Приказки та прислів'я, вміщені в збірці, охоплюють найрізноманітніші сфери життя, звичаїв, вірувань українського народу.
Повна назва, визначена Номисом, — «Українські приказки, прислів'я и таке инше. Збірники О. Марковича и других. Спорудив М. Номис», де Номис наголошує на співпраці в укладанні збірки з Опанасом Маркевичем та цілим колом українських культурних діячів, своє ж власне прізвище заховавши під псевдонімом-анаграмою. Крім Маркевича, Номисові записували і надсилали паремії В. Коховський, В. Косовцов, М. Білозерський, К. Шейковський, С. Руданський, А. Свидницький, О. Лазаревський, П. Огієвський, Г. Залюбовський, О. Кониський, П. Єфименко, М. Левченко, А. Шиманов, М. Загорська, Д. Стороженко, Д. Каменецький. Таким чином, до видання книги долучилися ледь не всі культурні українські діячі того часу.
Емським указом 1876 року, який забороняв українське слово, ця збірка разом з іншими пам'ятками української культури була заборонена.
У 1909 році літературознавець Михайло Возняк знайшов й опублікував у «Записках Наукового товариства ім. Шевченка» зразки паремій, вилучені цензурою в першому виданні. У 1920-х роках фольклорист й етнограф Андрій Лобода перевидав збірку накладом 150 примірників. Через зарахування у подальшому М. Номиса до «буржуазних» діячів, в радянській Україні збірка не перевидавалася. Тільки з березня 1991 року журнал «Київ» розпочав друк частинами тексти зі збірки Номиса. За кордоном, до 120-річчя виходу збірки у світ, її було перевидано в 1985 році з ініціативи та на кошти Владики Мстислава.
За незалежної України збірка була двічі опублікована видавництвом «Либідь»: у 1993 році нею була розпочата серія «Літературні пам'ятки України» і перевидана в 2004 році в серії «Пам'ятки історичної думки України».

## Видання

Обкладинка книги «Українські приказки, прислів'я і таке інше» із серії «Літературні пам'ятки України», вид-во «Либідь», 1993 рік

- Українські приказки, прислів'я і таке інше: зб. О. В. Марковича та ін. / спорудив М. Номис;— СПб. : В друк. Тиблена і комп. И. Куліша, 1864. (теж видання у Google Play Books)
- Українські приказки, прислів'я і таке інше [Архівовано 23 березня 2016 у Wayback Machine.]: Уклав М. Номис / упоряд., приміт. та вступна ст. М. М. Пазяка. — К.: Либідь, 1993. — 768 с. («Літературні пам'ятки України»). — К.: Либідь, 2004. — 352 с. («Пам'ятки історичної думки України»).